# 科斯馬奇夫
51°1′0″N 26°20′3″E / 51.01667°N 26.33417°E
科斯馬奇夫（烏克蘭語：Космачів），是烏克蘭西北部的村莊，隸屬里夫內州的里夫內區。該村面積0.96平方公里，海拔高度162米，2001年人口286，人口密度每平方公里291.8人。